# تروفئو پیرلی
«تروفئو پیرلی» یا «جام پیرلی» یک تورنمنت دوستانه سالانه فوتبال بود که حامی مالی این مسابقات شرکت تایرسازی پیرلی بود. این رقابت‌ها در سال ۱۹۹۶ به عنوان یک مسابقه دوستانه نود دقیقه ای بین اینتر میلان که حامی مالی آن پیرلی بود و یک تیم دیگر که به این تورنمنت دعوت می‌شد آغاز شد. از سال ۱۹۹۶، ۱۵ نسخه از این تورنمنت به صورت تک مسابقه برگزار شد. آخرین نسخه این تورنمنت در سال ۲۰۱۰ با حضور اینتر میلان و منچستر سیتی در بالتیمور برگزار شد. این مسابقه با نتیجه ۳-۰ و در نتیجه قهرمانی اینتر میلان پایان یافت.

## قهرمانان

### فهرست فینال‌ها
| سال  | قهرمان      | نتیجه            | نایب قهرمان    |
| ---- | ----------- | ---------------- | -------------- |
| ۱۹۹۶ | اینتر میلان | ۳–۰              | منچستر یونایتد |
| ۱۹۹۷ | اینتر میلان | ۱–۱ (۴–۱) پنالتی | منچستر یونایتد |
| ۱۹۹۸ | لیورپول     | ۲–۱              | اینتر میلان    |
| ۱۹۹۹ | رئال مادرید | ۳–۲              | اینتر میلان    |
| ۲۰۰۰ | اینتر میلان | ۲–۲ (۶–۵) پنالتی | المپیاکوس      |
| ۲۰۰۱ | اینتر میلان | ۲–۱              | واتفورد        |
| ۲۰۰۲ | اینتر میلان | ۲–۱              | آ.اس. رم       |
| ۲۰۰۳ | اینتر میلان | ۱–۰              | رئال سوسیداد   |
| ۲۰۰۴ | فیورنتینا   | ۲–۲ (۵–۴) پنالتی | اینتر میلان    |
| ۲۰۰۵ | اودینزه     | ۲–۱              | اینتر میلان    |
| ۲۰۰۶ | اینتر میلان | ۱–۰              | مایورکا        |
| ۲۰۰۷ | اینتر میلان | ۳–۲              | منچستر یونایتد |
| ۲۰۰۸ | اینتر میلان | ۱–۰              | بایرن مونیخ    |
| ۲۰۰۹ | اینتر میلان | ۱–۰              | موناکو         |
| ۲۰۱۰ | اینتر میلان | ۳–۰              | منچستر سیتی    |

### قهرمان بر پایه باشگاه
| باشگاه      | تعداد قهرمانی |
| ----------- | ------------- |
| اینتر میلان | ۱۱            |
| لیورپول     | ۱             |
| رئال مادرید | ۱             |
| فیورنتینا   | ۱             |
| اودینزه     | ۱             |

### مشارکت بر پایه باشگاه
در جدول زیر شرکت کننده‌ها بر پایه باشگاه ذکر شده‌است ، گروه‌بندی شده بر پایه کشور .
| تعداد مشارکت (ها) | باشگاه(ها) |
| ----------------- | --- |
| ۱۵                | اینتر میلان |
| ۳                 | منچستر یونایتد |
| ۱                 | بایرن مونیخ فیورنتینا لیورپول مایورکا منچستر سیتی موناکو المپیاکوس رئال سوسیداد رئال مادرید آ.اس. رم اودینزه واتفورد |

## آقای گل‌ها
| رده | نام             | باشگاه(ها)  | تعداد گل |
| --- | --------------- | ----------- | -------- |
| ۱   | مارکو برانکا    | اینتر میلان | ۲        |
| ۱   | فرناندو مورینتس | رئال مادرید | ۲        |
| ۱   | دیوید سوازو     | اینتر میلان | ۲        |
| ۱   | ویکتور اوبینا   | اینتر میلان | ۲        |